# Појана Копачени (Прахова)
Појана Копачени (рум. Poiana Copăceni) насеље је у Румунији у округу Прахова у општини Гура Витиоареј. Oпштина се налази на надморској висини од 337 m.

## Становништво
Према подацима из 2002. године у насељу је живело 1057 становника, од којих су сви румунске националности.